# Aleuroplatus agauriae
Aleuroplatus agauriae là một loài côn trùng cánh nửa trong họ Aleyrodidae, phân họ Aleyrodinae.
Aleuroplatus agauriae được Takahashi miêu tả khoa học đầu tiên năm 1955.